# Hermannia punctata
Hermannia punctata är en kvalsterart som först beskrevs av Pranabes Sanyal 1990.  Hermannia punctata ingår i släktet Hermannia och familjen Hermanniidae. Inga underarter finns listade i Catalogue of Life.